# Nevis Island Assembly

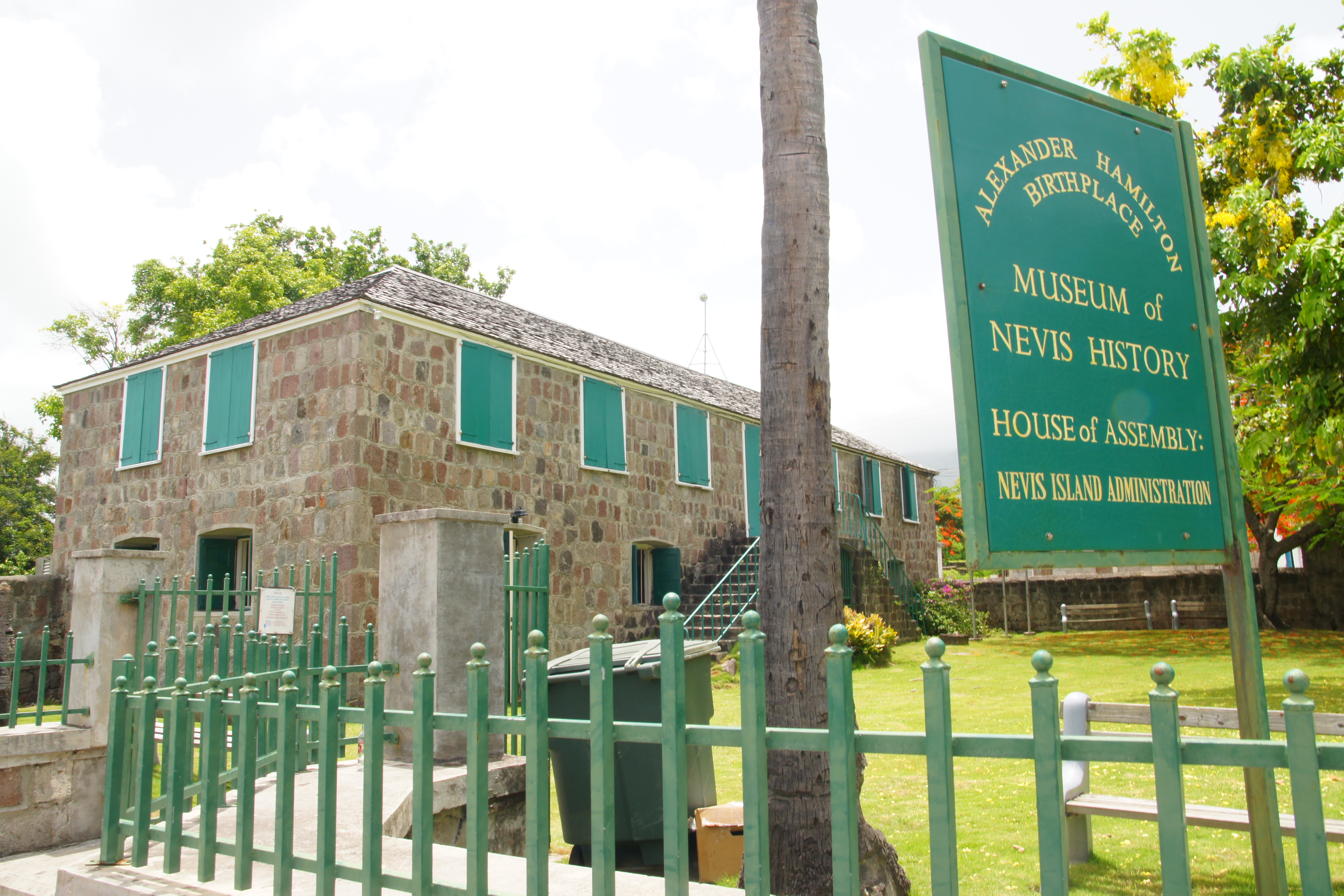
The Museum of Nevis History, Versammlungsort der Nevis Island Assembly.

Die Nevis Island Assembly ist die lokale legislative Institution für die Insel Nevis im karibischen Inselstaat St. Kitts und Nevis.
Die Versammlung hat acht Mitglieder. Fünf davon sind direkt gewählt in Einzelwahlkreisen nach dem first-past-the-post-System. Drei sind ernannte Mitglieder. Die Legislaturperiode dauert fünf Jahre.
Die Nevis Island Assembly tritt im zweiten Stock des Museum of Nevis History in Charlestown zusammen.
Mark Brantley fungiert als Premier of Nevis seit den Wahlen 2017, nachdem er das Concerned Citizens’ Movement zum Wahlsieg geführt hatte.

## Wahlergebnisse
Bei den letzten Wahlen am 18. Dezember 2017 errang das Concerned Citizens’ Movement mit 3.753 Stimmen 56,7 % der Abstimmung und damit 4 Sitze. Die Nevis Reformation Party errang mit 2.864 Stimmen 43,3 % der Abstimmung und nur einen Sitz. Drei Mitglieder der Versammlung wurden ernannt (Appointed members)
Die NRP verlor einen Sitz (St Paul’s) an die CCM.